# Galeruca tanaceti
{{Bảng phân loại
| name = Galeruca tanaceti
| image =Galeruca tanaceti 2 beentree.jpg
| image caption =Galeruca tanaceti
| regnum = Animalia 
| phylum = Arthropoda 
| classis = Insecta 
| ordo = Coleoptera
| familia = Chrysomelidae
| genus = Galeruca
| species = G. tanaceti
| binomial = Galeruca tanaceti
| binomial_authority = Linnaeus, 1758
Galeruca tanaceti là một loài bọ cánh cứng trong họ Chrysomelidae. Loài này được Linnaeus miêu tả khoa học năm 1758.

## Hình ảnh

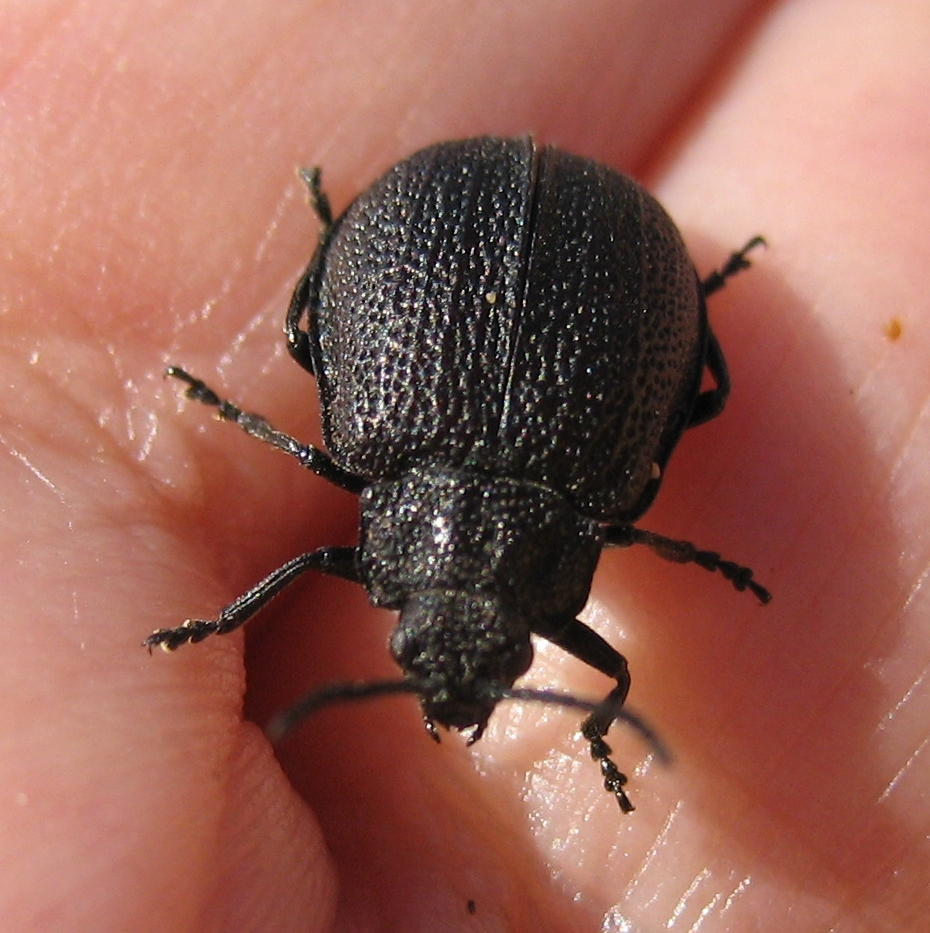
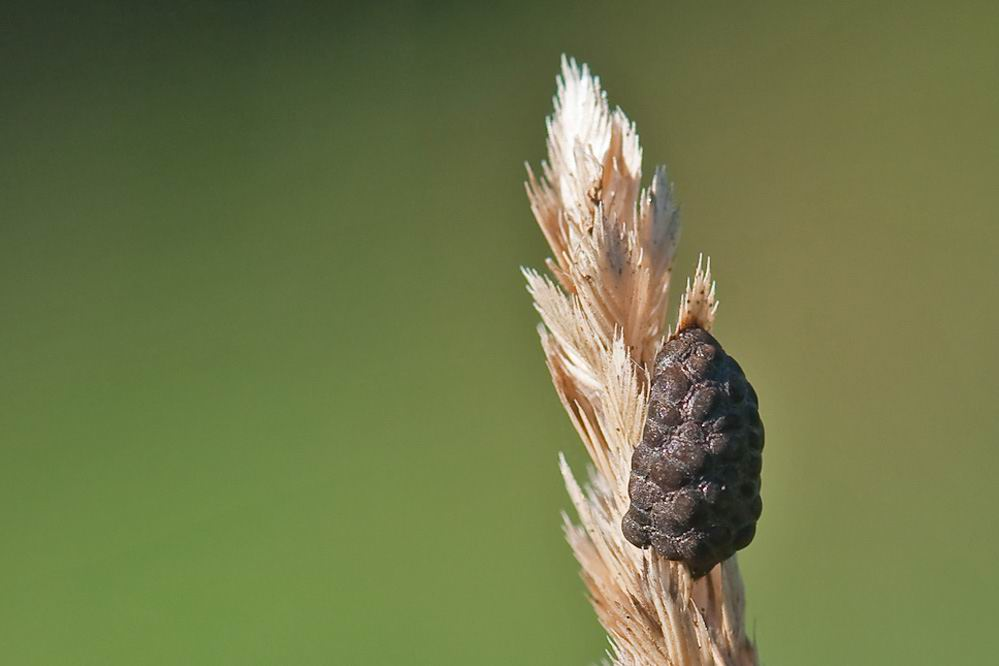
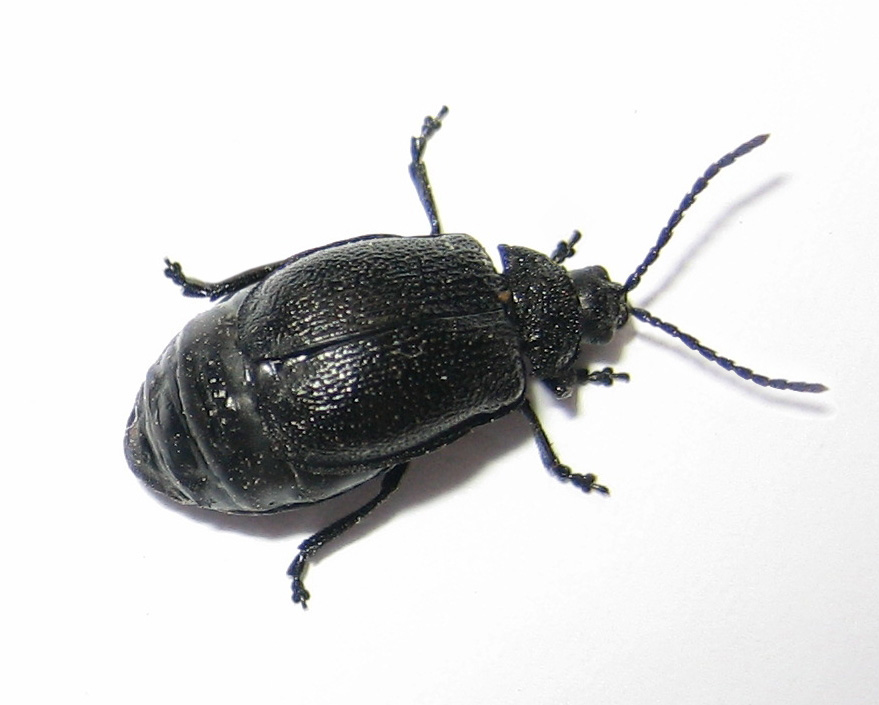
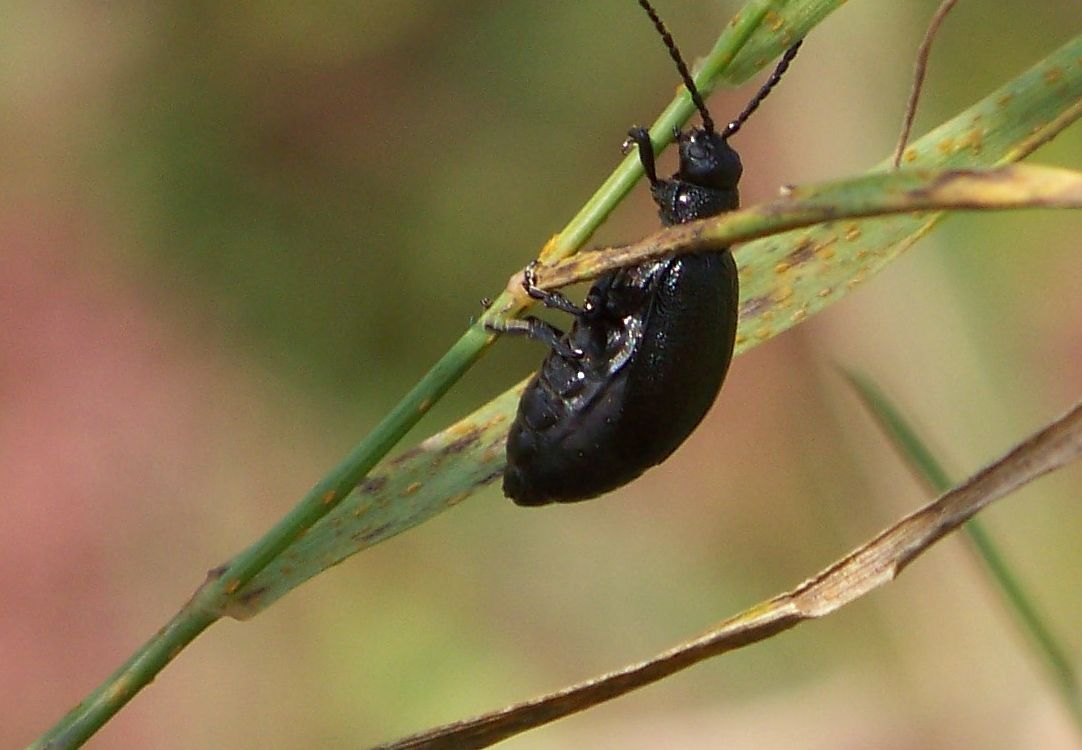